# Hugin
Hugin (Хугин — один из воронов Одина в скандинавской мифологии) — свободная кроссплатформенная программа, базирующаяся на идеях доктора Хельмута Дерша (Helmut Dersch), заложенных им в набор бесплатных инструментов под названием Panorama Tools, и позволяющая не только автоматизировать процесс сшивания панорамных фотографий, но и вручную гибко устанавливать параметры или изменять их, что положительно влияет на конечный результат по сравнению с многими программами, обеспечивающими полностью автоматизированную сшивку.

## История

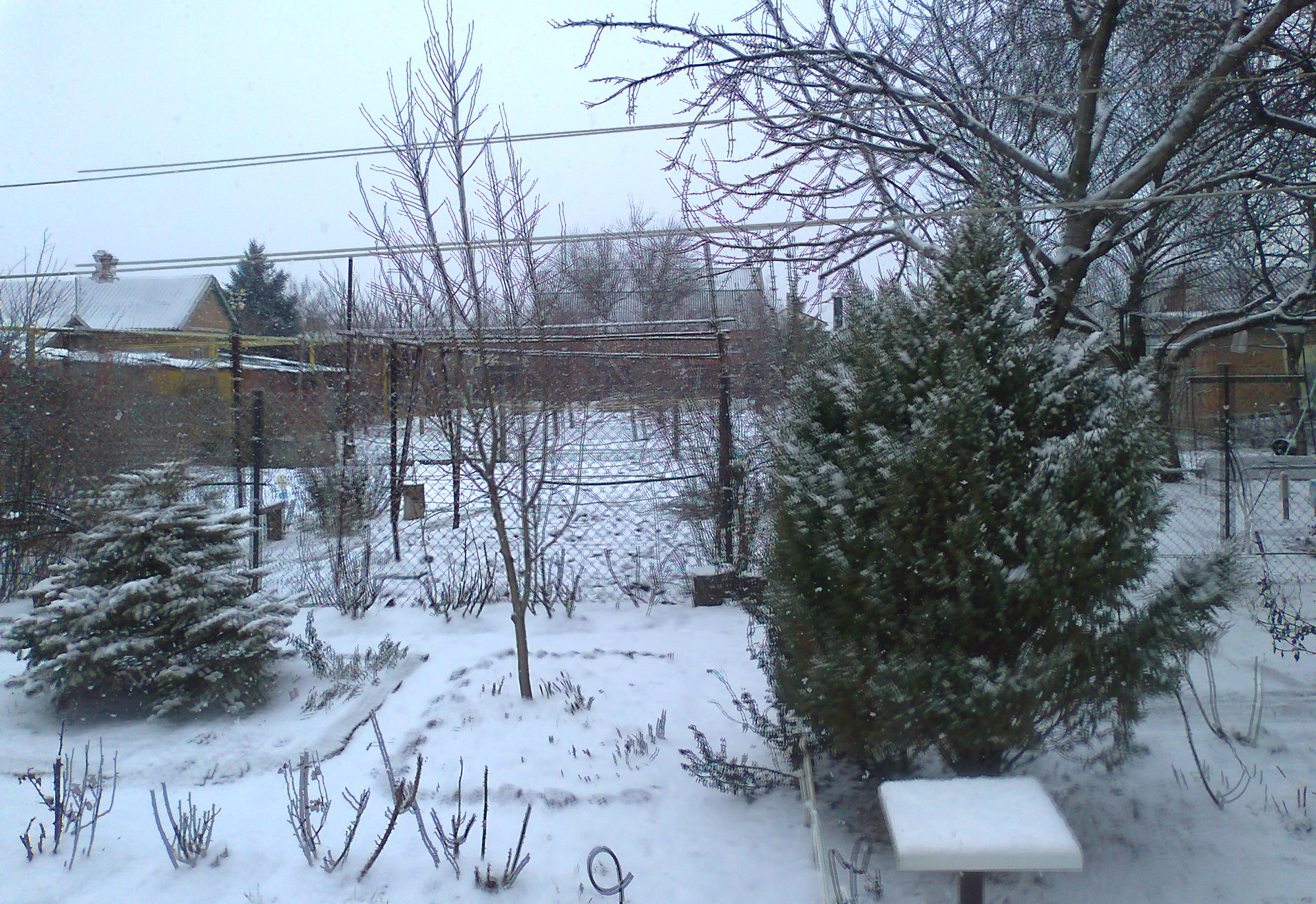
Пример ошибочно склеенной панорамы, созданной Hugin 2014.0.0.

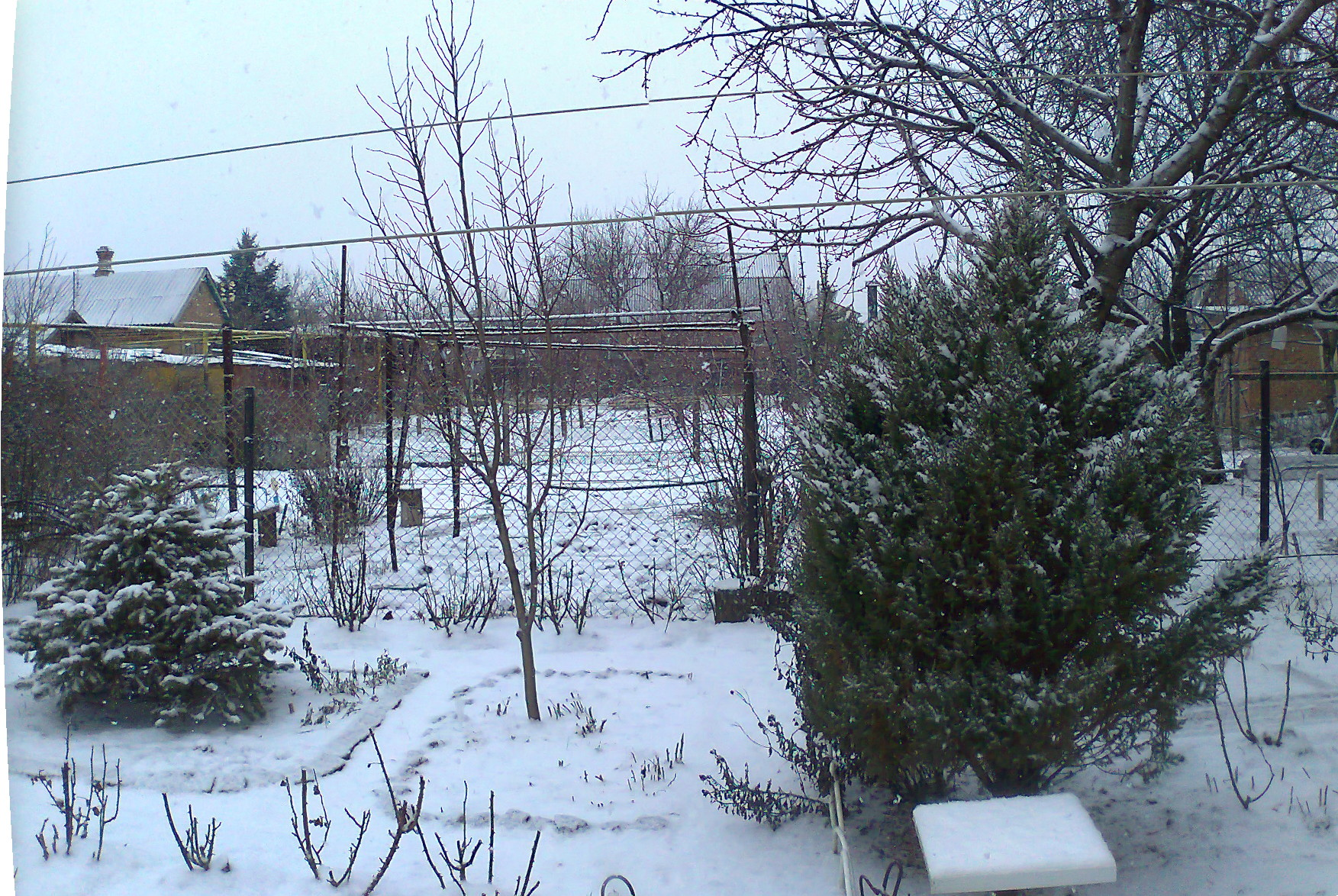
Пример правильно склеенной панорамы, созданной Hugin 2011.2.0.

Одним из нововведений, которые стали доступны в Hugin, является возможность использовать в программе Enfuse — автоматическое сведение экспозиций, дающее более правдоподобное изображение по сравнению с другими методами в виде отображения тонов HDR-снимков после сжатия динамического диапазона для просмотра на обычном мониторе.
В 2007 году проект Hugin участвовал в программе Google Summer of Code в составе организации hugin/panotools. В рамках этой программы было реализовано три новшества: алгоритм удаления так называемых «призраков», движок автоматической расстановки контрольных точек MatchPoint, не подпадающий под действие патентов, и новая модульная инфраструктура на основе Qt.
В 2008 году организация hugin/panotools снова приняла участие в Google Summer of Code. Все пять проектов были успешно завершены: завершение кода по автоматической расстановке контрольных точек, определение движущихся объектов, редактирование масок, предпросмотр с аппаратным ускорением, графический интерфейс для пакетной сборки панорам. Почти все эти новшества были выпущены в составе версии 0.8.0.
В 2009 году hugin/panotools уже традиционно приняла участие в Google Summer of Code. Успешно завершены 4 из пяти проектов. Эти проекты стали доступны в версии 2009.4.
В 2010 году все четыре проекта hugin/panotools в Google Summer of Code завершены успешно.
Начиная с версии 2012.0.0 качество склеивания изображений, снятых без штатива, особенно изначально не предназначавшихся для склеивания, резко снизилось: при неидеальном совпадении кадров та область, которая есть на обоих кадрах, на итоговом фото создаётся не за счёт одного из кадров, а путём слияния двух картинок с последующим их размыванием. Такой файл помечается как слитый («fused») и выглядит как фотография с неправильным фокусом. Панорамы из тех же кадров, склеенные в Hugin 2011.2.0 и более ранних версиях программы, не имеют значительных искажений: в случае небольшого несовпадения кадров между ними в некоторых местах видна более или менее чёткая грань, которую можно исправить в фоторедакторе, но резкость не теряется.
Программа обладает своим собственным «движком» для окончательного формирования конечного изображения под названием nona, использование которого позволяет ощутимо снизить затрачиваемое на сшивку время. По выбору пользователя nona может использовать GPU для вычислений.
Hugin — далеко не единственная программа-клон инструментов Panorama Tools. Существуют программы с закрытым исходным кодом для сборки панорам, которые развивались параллельно и создатели которых, отдавая дань уважения Х. Дершу, внесли аббревиатуру PT (Panorama Tools) в названия своих продуктов.

## Используемые компоненты
- Panorama Tools (Libpano).
- Enblend-enfuse.
- Lensfun (с версии 2012.0.0 от 5 ноября 2012 года)[2].